# Рог изобиља
Рог изобиља (cornucopia), од латинског cornu (рог) и copia (обиље), био је у класичној антици симбол изобиља и исхране, обично велика посуда у облику рога препуна плодова, цвећа или орашастих плодова.
Корпе или торбе овог облика традиционално су се користиле у западној Азији и Европи за држање и ношење свеже убраних прехрамбених производа. Корпа у облику рога носила би се на леђима или окачила око трупа, остављајући руке жетелаца слободне за брање.

## У грчко-римској митологији
Митологија нуди вишеструка објашњења порекла рога изобиља. Један од најпознатијих укључује рођење и неговање малог Зевса, који је морао бити сакривен од свог прождирућег оца Хрона. У пећини на планини Ида на острву Крит, о беби Зевсу бринули су се и штитили га бројни божански пратиоци, укључујући и козу Амалтеју, која га је хранила својим млеком. Будући краљ богова имао је необичне способности и снагу, и играјући се са својом дојиљом случајно јој је одломио један рог, који је од тада имао божанску моћ да пружи бескрајну исхрану, као што је хранитељица имала за бога.
У другом миту, рог изобиља је настао када се Херакле (римски Херкул) рвао са речним богом Ахелојем и откинуо му један рог; речни богови су понекад приказивани као рогати. Ова верзија је представљена на муралној слици Ахелој и Херкул америчког регионалистичког уметника Томаса Харта Бентона.
Рог изобиља је постао атрибут неколико грчких и римских божанстава, посебно оних повезаних са жетвом, просперитетом или духовним изобиљем, као што су персонификације Земље (Геја или Тера); дете Плуто, бог богатства и син богиње жита Деметре; нимфе Маје и Фортуне, богиње среће, која је имала моћ да подари просперитет. У римском царском култу, апстрактна римска божанства која су неговала мир (Pax Romana) и просперитет такође су била приказана са рогом изобиља, укључујући Абундацију, персонификовану као „Изобиље“ и Анону, богињу снабдевања житом града Рима. Хад, класични владар подземног света у грчко-римским мистеријама, који је давао пољопривредно, минерално и духовно богатство, у уметности често држи рог изобиља.

## Модерни прикази
У савременим приказима, рог изобиља је типично плетена корпа у облику рога испуњена разним врстама празничног воћа и поврћа. У већем делу Северне Америке, рог изобиља је повезан са Даном захвалности и жетвом. Cornucopia је такође назив годишње новембарске прославе хране и вина у Вислеру, Британска Колумбија, Канада. Два рога изобиља се виде на застави и државном печату Ајдаха. Грб Колумбије, Панаме, Перуа и Венецуеле и грб државе Викторије, Аустралија, такође садрже рог изобиља, који симболизује просперитет.
Рог изобиља се користи за уметност тела и на Дан захвалности, јер је симбол плодности, богатства и обиља.

## Галерија
- Статуа птолемејске краљице, можда Клеопатре VII, 200–30 п. н. е, доломитски кречњак
- Статуета хеленистичког бога Харпократа из 2. века са рогом изобиља, у Дионовом археолошком музеју (Дион, Грчка)
- Статуа Фортуне, римска копија према грчком оригиналу из 4. века пре нове ере
- Алегорија мира, Ђиролама Кампање, крај 16. – почетак 17. века, по моделима из око 1585–1586, бронза
- Персонификација Америке са алигатором, папагајем и рогом изобиља, свим симболима Новог света, Фабрика Мајсен порцелана, око 1760.
- Рог изобиља у статуи Флоре у Шчећину, Пољска
- Фотеља са паром рогова изобиља, у кабинету Версајске палате
- Пар рогова изобиља у згради Лоренске опере у Нансију, Француска
- Национална катедрала Мексика
- Штуко са паровима рогова изобиља, у згради седишта БЦР из Букурешта, Румунија
- Грб Колумбије
- Грб града Копијапо, Чиле
- Печат Северне Каролине
- Грб енглеске грофовије Хантингдоншир, додељен 1937.
- Грб Перуа
- Грб Харкова, Украјина